# Kátai Gábor
Kátai Gábor (Karcag, 1831. október 4. – Kunszentmárton, 1878. február 28.) orvosdoktor, okleveles gyógyszerész, megyei főorvos.

## Életútja
Kátai Gábor földműves és Vincze Sára fia. Karcagon született, ahol 12 éves koráig járt iskolába; ekkor szülei maguk mellé vették, hogy a földművelésnél segítségükre legyen. Azonban, miután a fiúnak két évig semmi hasznát nem vették, 1845-ben Hollay József karcagi patikájába adták gyakornoknak. Itt kezdett önműveléséhez és 1848-ban letette a vizsgát, mire gyógyszerészsegéd lett és mint ilyen, 1851 őszéig Karcagon maradt. Ekkor az egyetemi tanév megnyíltával Pestre ment és a gyógyszerészeti fakultásra beiratkozott; az első évet Pesten, a másodikat Bécsben végezte 1853-ban. A vizsgát, miután a német nyelvet nem beszélte elég folyékonyan, latinul tette le. Ekkor özvegy Hollay Józsefné meghívta karcagi gyógyszertára vezetőjéül. Állásától azonban rövid idő múlva megvált, és több-kevesebb a törökszentmiklósi, szolnoki, tiszafüredi és szentesi patikákban dolgozott.
Az orvosi pályára szándékozván lépni, Pestre ment és mialatt Matta László gyógyszertárában nyert alkalmazást, egyidejűleg 1856-ban beiratkozott az egyetem orvosi karánál orvostanhallgatónak. Azonban kénytelen lévén önfenntartásáról gondoskodni, tanított Csapliczky Lilla nőnevelő intézetében és egyes úri családok körében is, így Fabiny Theofilnál, sat. 1858. június 19-én a Királyi Magyar Természettudományi Társulat megválasztotta rendes tagjának, 1860. december 29-én második titkárának, valamint jegyzőkönyvei és évi jelentései szerkesztésével is őt bízta meg. 1861. március 15-től a társulat könyvtárának rendezését vállalta magára, s azt Karcagon cédulázás alapján 1862. november 22-én be is végezte. 1860. március 22-én a második orvosi szigorlatot letette; a nagy-kunok már azon hó 13-án megválasztották főorvosuknak; április 14-én hagyta el Pestet és Karcagra költözött. 1861. augusztus 21-én az országgyűlést feloszlató rendelet leérkezett; Kátai is leköszönt hivataláról és külföldre ment, ahol 1861. december 5-től 1862. május végéig időzött és tanulmányait oly erőfeszítéssel folytatta, hogy beteg lett és kórházban feküdt.
A Magyar Földtani Társulat március 20-án rendes tagjának választotta. Midőn haza érkezett, november 10-től 1865. január 23-ig Karcagon lakott és magán orvosi gyakorlatot folytatott. Még 1862. szeptember 22-én Karlsbadban kelt és az Orvosi Hetilaphoz írt levelében, mikor a német orvosok és természetvizsgálók Karlsbadban tartott évi nagygyűlésének volt tanúja, azon óhajtásának adott kifejezést, hogy fővárosunk befolyással bíró orvosai eszközöljék ki, hogy a magyar orvosok és természetbúvárok vándorgyűléseiket újra tarthassák. Mire 1863 őszén (1847 óta először) ismét összegyűltek Pesten a magyar orvosok és természetvizsgálók Bene Ferenc vezérlete alatt. Kátai az akkor alakult orvosi könyvkiadó-társulat alapítói közé lépett és 200 forint alapítványt tett. Az 501 taggal működésnek indult társulat igazgatótanácsába is beválasztotta. A Királyi Magyar Természettudományi Társulat 1865. január 11-én első titkárának választotta, ki ezután ismét Pestre költözött. 1868. június 14-én az országos egészségügyi tanács rendkívüli tagjává kinevezték. Ugyanezen év őszén az orvosok és természetvizsgálók XIII. nagygyűlésén mint titkár buzgólkodott. 1868-ban a nagykun-kerület ismét megválasztotta főorvosának és április 16-án Karcagon elfoglalta hivatalát, melyet közel tíz évig viselt. Ez idő alatt, hivatali teendőin kívül, szünet nélkül dolgozott.
Az 1872-es (mehádiai) orvosok nagygyűlése a következő évben Győrött megtartandó vándorgyűlésre egyik alelnökéül választotta. Az 1873-as kolerajárvány alkalmára a kormány őt Pest megye, Kecskemét város, Heves megye tiszántúli részére, a Nagy- és Kiskunság területére kormánybiztosul nevezte ki. Ezen megbizatásnak megfelelendő július 25-től szeptember 13-ig mindig utazott. 1877-ben a heves-nagy-kunsági református egyházmegye, melynek előbb tanácsbirája volt, segédgondnokává választotta. Az 1877. évi I. törvénycikk által alakított Jász-Nagy-Kun-Szolnok megye azon év decemberében megyei főorvosnak választá. A Magyar Földtani Intézet levelező s a Magyar Földtani Társulat rendes tagja volt. Három évig szervi szívbajban szenvedett; ez okozta 1878. február 28-án Kunszentmártonban hirtelen halálát.
Könyvtárát, mely a nyomtatott címjegyzék (A néhai dr. Kátai Gábor hagyatékához tartozó könyvtár jegyzéke. Karcag, 1879) szerint a tudomány minden ágából összesen 2362 munkából áll, ezek között számos hungarikum és ritkaság, Magyari Kossa Sámuel tápiószentmártoni földbirtokos vette meg.
Arcképe: kőnyomat a Magyar orvosok és természetvizsgálók XX. nagygyűlésének Munkálataiban. Bpest, 1880.

## Emlékezete
Nevét viseli Karcagon a Kátai Gábor Kórház.

## Újságcikkei
Cikkei az Orvosi Hetilapban (1857. Gyógyszertani szemelvények, Gyógyszerészet tudományos állása hazánkba s annak legsürgősb teendői, 1858-59. Eau phénomenale hajfestő szer vizsgálata, Gyógyszertani közlemények, A hasonszenvi orvosoknak a gyógyszerek önkiszolgáltatása Würtemberg királyságban megtiltatott, A korneuburgi mérgezési perben a törvényszéki vegyészek által közlött műleleteknek felvilágosítása, 1860. Mikép lehet a borostyán meggyvizet a keserűmondola víztől megkülönböztetni? Erősen meghamisított pokolkő vizsgálata; Levél Száva Gerő úrnak Moldvaországban, Édnemző az állati szervezetben, Történeti tanulmány a magyar egyetemi ügy körül, különös tekintettel a magyar orvosi egyetemre és irodalomra a legrégibb időktől máig, A kámfor, Fölhívás hazánk gyógyszerészeihez, 1861. Egy történet a magyar gyógyszerészet multjából, Javaslat a közegészségi ügyet illetőleg, 1862. Uti levelek, A német természetvizsgálók gyűlése Karlsbadban, 1863. Kinalcsoport, 1865. Néhány szó a m. orvosi könyvkiadó társulat működése körül; könyvism. minden évf. és Jelentések a m. kir. term. társulat üléseiről sat. 1865-67. sat. E lapnak 14 évi folyamában 32 nagyobb cikket írt 75 számban; 1860-ban főmunkatársa, majd később a lapnak segédszerkesztője lett); a Kerti Gazdaságban (1858. Fölszólítás a magyarhoni gyümölcstenyésztés általánosítása tekintetéből, Hidegen folyó oltóviasz készítése, 1859. Mesterkéléssel burgonyát évenként háromszor termelni); a Vasárnapi Ujságban (1858. Budai Ezsaiás életrajza, A mérgezések és ellenszerei, 1859. Rácz Sámuel életr., 1860. Pápai Páriz Ferencz, 1862 Uti levelek: Németország, Páris); a Gyógyszerészeti Hetilapban (1863. Ügyeink, levél Párisból, 1863. A mákony-opium gyógyszerismei tekintetben, 1867. Kir. m. természettudományi társulat); a M. Ember Könyvtárában (1863. A pesti királyi magyar egyetem története); a Gyógyászatban (1863. Húgykémle, különösen az emberhúgy természeti, vegyi sat. vizsgálata és kórtani értéke, 1864. A gyógyászatban a mérgezések gyógymódja, A kórházak eredetéről és hasznairól, 1866. Choleraszabályzat, 1871. Gyufával eszközölt szándékos önmérgezésnek sikeresen gyógykezelt esete, 1873. A fekete halál Karczagon 1739-ben, különnyomatban is. 1874. Orvosi tapasztalatok az 1873. év nyarán hazánkban dühöngött cholerajárvány idejéről); a Term. Társulat Közlönyében (1865. A kir. m. term. társulat történetei 1850-66-ig, Az alföldi vetéseket pusztító rovar, 1866. A term társulat története 1866-ban, 1867. A term. társulat kérvénye a képviselőházhoz országos segély ügyében, Term. tud. társulat története 1867-ben); A Közeg. és törvényszéki Orvostanban (1866. Cholera szabályzat, 1871. Felülvélemény K. D. testi sérelmeztetése tárgyában, 1873. Bőrgyógyítási kisérlet, halál, 1874. Hitestárs-gyilkolás, nyavalyatörősség szinlelése, leálczázás); Magyar orvosok és természetvizsgálók Munkálataiban (XIII. 1869. Balogh Pál emlékezete, XV. 1872. Gyufával eszközölt szándékolt önmérgezés sikeres esete, XVII. 1875. Az orvosi tudomány jelen irányáról, A fertőtlenítőszerek és fertőtlenítés értékéről); a Honban (1869. 105, 109. sz. esti k. Bártfai fürdő); a Természetben (1874. Huskivonat); az Ung. Med. Chir. Presseben (1866. könyvism.); a Fővárosi Lapokban (1877. Néhány szó Korytniczáról); az Egyetemes Magyar Encyclopaediának is munkatársa volt.

## Munkái
1. Növénytan, különös tekintettel a gyógyszerismére. Pest, 1865. (A szöveg közé nyomott 158 ábrával. (A gyógyszerészeti tudományok alapvonalai II.)
2. A részletes kór- és gyógytudomány tankönyve. Különös tekintettel az élettanra és kórboncztanra. Niemeyer Félix után. II. rész. Uo. 1865 (A m. orvosi könyvkiadó-társulat könyvtára 2. Az I. részt Lendvay Benő orvos dr. fordította)
3. Mit kell tennünk a cholera csapásainak egyhitésére? Uo. 1866 Online
4. Kholeraszabályzat egészségügyi hatóságok, orvosok s a közönség használatára. Uo. 1866 (Fordítás Griesinger, Pettenkoffer és Wunderlich tanárok nyomán)
5. A királyi magyar természettudományi társulat évi jelentése tárgyairól és 1865. évi működéséről. Uo. 1866
6. Állat és ásványtan. Különös tekintettel a gyógyismére. Uo. 1867. (A gyógyszerészeti tudományok alapvonalai I. 243-459. 1. A kötet első felét Felletár Emil írta.)
7. Emlékbeszéd Bugát Pál felett. Uo. 1868 (Különnyomat a m. orvosok és természetvizsgálók Munkálatai XI. kötetéből)
8. A királyi természettudományi társulat története alapításától fogva máig. A társulat 1868. febr. 1. tartott huszonötévi jubilaeuma alkalmára. Uo. 1868
9. Ismeretterjesztő az orvosi és természeti tudományok köréből. Debrecen, 1874
10. Orvosi tapasztalatok az 1873. év nyarán hazánkban dühöngött cholera-járvány idejéről. Nézetek és javaslatok. Uo. 1874 (Különnyomat az előbbeni munkából)
11. A magyar orvosok és természetviszgálók törvényjavaslata a győri és előpataki nagygyűlések megállapodásai alapján, továbbá a közegészségi tanács, a biharmegyei orvos-gyógyszerész és természettudományi egylet bizottsága, Tisza Kálmán belügyminiszter ő mélt. részéről előterjesztett törvényjavaslatok felhasználásával. Bpest, 1876 (Dr. Karika Antallal együtt)

Szerkesztette a Magyar orvosok és természettudósok Munkálatait az 1868. aug. 21-től 29-ig Egerben tartott XIII. nagygyűlésről. Eger, 1869 (montedegói Albert Ferenccel együtt) és a Napi Közlönyt 1868. aug. 24-től 29-ig, összesen hat számot uo. (ugyanazzal).